# Grant Hackett
Grant George Hackett (Australia, 9 de mayo de 1980) es un nadador australiano de nivel mundial.
Nacido en Southport, un suburbio de la ciudad australiana de Gold Coast, en el estado de Queensland. Mide 196 cm y pesa 89,8 kg. Ha ganado dos veces consecutivas la prueba de 1500 m libre en los Juegos Olímpicos de Atenas 2004 y en los Juegos Olímpicos de Sídney 2000. Se ha destacado por tener un gran nivel en las pruebas de largo aliento (como los 800 y los 1500 metros libre), siendo uno de los nadadores australianos más grandes de todos los tiempos en esta clase de distancias, y del mismo modo ha sido segundo en los 400 metros libre y cuarto en los 200 metros libre en Atenas 2004 (que son pruebas de menos resistencia y más velocidad). Además ha sido parte del relevo 4 × 200 metros libre australiano que ganó en Sídney 2000 y que se quedó con la plata en Atenas 2004. Actualmente es el capitán de la Selección de Natación de Australia

## Carrera
Grant debutó con la Selección australiana a la edad de 17 años en los Campeonatos Pan Pacific en Fukuoka, Japón, donde ganó los 1500 metros libre por primera vez a nivel internacional, y de paso consiguió vencer a un naciente Ian Thorpe en los 400 metros libre (la que ha sido su única victoria a internacional contra Thorpe en dicha prueba). Desde entonces, Hackett ha sido prácticamente imbatible en los 1500 metros.
Tres años después de haber debutado por la Selección australiana, Grant participó en sus primeros Juegos Olímpicos: Sídney 2000. En tal oportunidad, se alzó como Campeón Olímpico de los 1500 metros libre y también fue parte del relevo australiano que ganó el 4 × 200 metros libre. Como otro dato, Hackett tuvo la mala suerte de que lo afectara un virus, pues también nado los 200 y 400 metros libre en esta Olimpíada, donde terminó en el séptimo y octavo lugar, respectivamente.
Al año siguiente, en el Campeonato Mundial de Natación realizado en Fukuoka, Grant Hackett realizó las mejores presentaciones de su historia en los 1500 y 800 m libre, estableciendo en ambas nuevos récords mundiales, que hasta ahora no han podido ser batidos. En los 1500 m, ganó con 14:34,56 (donde bajó el récord en 7 segundos), mientras que en los 800 m alcanzó el oro con un crono de 7:38,65. Además, ganó el relevo 4 × 200 junto a Thorpe, Bill Kirby y Michael Klim, donde de paso batieron su propio récord mundial.
Los siguientes 2 años se mantuvo intratable en los 1500 m, prueba en que venció en los Juegos de la Mancomunidad de 2002 en Mánchester, Reino Unido, en los Campeonatos Pan Pacific en Yokohama en 2002 y en el Campeonato Mundial de Natación en Barcelona en 2003. Además, en esos mismos torneos consiguió el oro en el relevo 4 × 200 metros libre, y terminó segundo (después de Thorpe) en los 400 y 800 m libre (excepto en Barcelona, donde Thorpe no nadó los 800 m).
El año 2004, Grant participó en sus segundos Juegos Olímpicos en Atenas. En ellos, Hackett mantuvo su reinado en los 1500 m libre, ganando el oro, y además obtuvo una medalla de plata en los 400 m libre, terminando por detrás de Ian Thorpe, y obtuvo otra medalla de plata en los 4 × 200 m (donde nadó más de un segundo por sobre su mejor marca).
Un año después, en 2005, Grant fue nombrado capitán de la Selección australiana de Natación, y la lideró en el Campeonato del Mundo de Montreal, Canadá. En tal ocasión, Hackett ganó los 400, 800 y 1500 m libre, y de paso fue el primer nadador en lograr tal hazaña. También ese año consiguió 2 premios: el Nadador del Año (elegido por la Swimming World magazine), y el de Nadador australiano del Año.
En noviembre de 2005, Grant dijo que no podría participar en las pruebas de selección para los Juegos de la Mancomunidad de 2006 en Melbourne, Australia, debido a que se le debía practicar una cirugía menor para corregir una herida en el hombro. A pesar de eso, lo dejaron actuar como capitán (aunque sin competir) para que pudiese actuar como mentor de los nadadores de menos experiencia un poco antes del inicio de los Juegos. Además, en este mismo año (2006) anunció que su prometida era la cantante australiana Candince Alley
En 2007, en el Mundial de Natación de Melbourne, no obtuvo buenos resultados, terminando séptimo en los 1500 m libre, haciendo 25 s más que su mejor tiempo en Fukuoka.
- Datos: Q318982
- Multimedia: Grant Hackett / Q318982